# 荒田智之
荒田 智之（あらた ともゆき、1985年10月3日 - ）は、静岡県出身の元サッカー選手。ポジションはフォワード。

## 来歴
清水エスパルスジュニアユース、清水東高校を経て専修大学に進学。4年時に関東大学2部リーグで得点王とベストイレブンを獲得。特に20得点という記録は、2018年に大橋祐紀に破られるまで関東大学2部リーグの得点記録だった。これが評価されて水戸ホーリーホックにスカウトされ、2008年に同クラブに入団。
新人ながら開幕スタメンを飾ると、これ以後もレギュラーに定着。1年間ケガなどで離脱することなく、前線の軸としてフル稼働し、チーム内最多となる17得点を記録。2006年にアンデルソンが記録したシーズンチーム最多得点に並ぶ活躍を見せ、2008年のJ's GOAL J2 Newcomer of the yearに選ばれた。
2009年も4月26日の第10節、対ファジアーノ岡山戦でハットトリック（3得点）を決めるなど不動のレギュラーとして活躍していたが、5月2日の第12節サガン鳥栖戦で同シーズンの9点目を決めた際に転倒し、右足第5中足骨骨折で全治3ヵ月と診断された。復帰戦は2ヶ月半後に行われた第29節愛媛FC戦（7月22日）で、途中出場ながらファーストタッチでのシュートでゴールを決め、これが決勝点となって勝利に貢献した（スコアは1-0）。離脱期間がありながらも、最終的に2年連続の2桁得点となる14得点を記録した。
2010年、「上のカテゴリーで勝負したい」という思いもあり、オファーのあったジュビロ磐田へ完全移籍。だが、移籍1年目のシーズンは出場13試合でノーゴールに終わった。
2011年、アルゼンチンのインデペンディエンテを相手としたスルガ銀行チャンピオンシップ2011では後半に同点となるボレーシュートを決め優勝に貢献。
2012年、水戸時代の恩師である木山隆之が監督を務めるJ2・ジェフユナイテッド市原・千葉へ期限付き移籍。
2013年、ファジアーノ岡山へ完全移籍。
2015年、松本山雅FCへ完全移籍。
同年8月、J2で残留争い中の大分トリニータへの完全移籍が発表された。
2016年、J3のAC長野パルセイロへ完全移籍。
2017年をもって現役を引退。立正大学熊谷総務部総務課に勤務する傍ら、同大学サッカー部コーチに就任して指導者に転身した。

## 人物
清水東高校の同期に水戸ホーリーホック時代のチームメイト菊岡拓朗（現SC相模原）、2学年下には現鹿島アントラーズの内田篤人、現ロアッソ熊本の多々良敦斗がいた。専修大学では元川崎フロンターレの源平貴久監督から指導を受けた。
守備でもFWとは思えないほど中盤に下がって守ることがあり、90分間走れるストライカーという評価を各種サッカー雑誌などから与えられている。

## 所属クラブ
ユース経歴
- 清水FC
- 1998年 - 2000年 清水エスパルスジュニアユース (静岡市立清水小島中学校)
- 2001年 - 2003年 静岡県立清水東高等学校
- 2004年 - 2007年 専修大学

プロ経歴
- 2008年 - 2009年 水戸ホーリーホック
- 2010年 - 2012年 ジュビロ磐田
  - 2012年 ジェフユナイテッド市原・千葉 (期限付き移籍)
- 2013年 - 2014年 ファジアーノ岡山FC
- 2015年 - 同年8月 松本山雅FC
- 2015年8月 - 同年12月 大分トリニータ
- 2016年 - 2017年 AC長野パルセイロ

## 個人成績
| 国内大会個人成績 | 国内大会個人成績 | 国内大会個人成績 | 国内大会個人成績 | 国内大会個人成績 | 国内大会個人成績 | 国内大会個人成績 | 国内大会個人成績 | 国内大会個人成績 | 国内大会個人成績 | 国内大会個人成績 | 国内大会個人成績 |
| 年度             | クラブ           | 背番号           | リーグ           | リーグ戦         | リーグ戦         | リーグ杯         | リーグ杯         | オープン杯       | オープン杯       | 期間通算         | 期間通算         |
| 年度             | クラブ           | 背番号           | リーグ           | 出場             | 得点             | 出場             | 得点             | 出場             | 得点             | 出場             | 得点             |
| 日本             | 日本             | 日本             | 日本             | リーグ戦         | リーグ戦         | リーグ杯         | リーグ杯         | 天皇杯           | 天皇杯           | 期間通算         | 期間通算         |
| ---------------- | ---------------- | ---------------- | ---------------- | ---------------- | ---------------- | ---------------- | ---------------- | ---------------- | ---------------- | ---------------- | ---------------- |
| 2008             | 水戸             | 9                | J2               | 42               | 17               | -                | -                | 2                | 0                | 44               | 17               |
| 2009             | 水戸             | 9                | J2               | 34               | 14               | -                | -                | 1                | 2                | 35               | 16               |
| 2010             | 磐田             | 19               | J1               | 13               | 0                | 6                | 1                | 3                | 1                | 22               | 2                |
| 2011             | 磐田             | 19               | J1               | 13               | 1                | 2                | 1                | 2                | 3                | 17               | 5                |
| 2012             | 千葉             | 14               | J2               | 20               | 6                | -                | -                | 2                | 0                | 22               | 6                |
| 2013             | 岡山             | 9                | J2               | 31               | 9                | -                | -                | 1                | 0                | 32               | 9                |
| 2014             | 岡山             | 9                | J2               | 13               | 3                | -                | -                | 0                | 0                | 13               | 3                |
| 2015             | 松本             | 32               | J1               | 0                | 0                | 3                | 0                | -                | -                | 3                | 0                |
| 2015             | 大分             | 39               | J2               | 10               | 1                | -                | -                | 1                | 0                | 11               | 1                |
| 2016             | 長野             | 18               | J3               | 16               | 1                | -                | -                | 0                | 0                | 16               | 1                |
| 2017             | 長野             | 18               | J3               | 8                | 0                | -                | -                | 1                | 0                | 9                | 0                |
| 通算             | 日本             | 日本             | J1               | 26               | 1                | 11               | 2                | 5                | 4                | 42               | 7                |
| 通算             | 日本             | 日本             | J2               | 150              | 50               | -                | -                | 7                | 2                | 157              | 52               |
| 通算             | 日本             | 日本             | J3               | 24               | 1                | -                | -                | 1                | 0                | 25               | 1                |
| 総通算           | 総通算           | 総通算           | 総通算           | 200              | 52               | 11               | 2                | 13               | 6                | 224              | 60               |

その他の公式戦
- 2012年
  - J1昇格プレーオフ 2試合0得点
- 2015年
  - J2・J3入れ替え戦 1試合0得点

その他の国際公式戦
- 2011年 
  - スルガ銀行チャンピオンシップ 1試合1得点

### 出場歴
- Jリーグ初出場：2008年3月9日 J2第1節 vs セレッソ大阪戦 (笠松運動公園陸上競技場)
- Jリーグ初得点：2008年3月23日 J2第3節 vs ヴァンフォーレ甲府戦 (笠松運動公園陸上競技場)
- ハットトリック
  - 2009年4月26日 J2第10節 vsファジアーノ岡山戦 (ひたちなか市総合運動公園陸上競技場)

2006年のアンデルソンに続きチーム史上2人目
  - 2011年10月12日 天皇杯2回戦 vs福島ユナイテッドFC戦 (ヤマハスタジアム)